# Атлантическа ридлея
Атлантическите ридлеи (Lepidochelys kempii) са вид едри влечуги от семейство Морски костенурки (Cheloniidae).
Разпространени са в тропичните и субтропични води на западния Атлантически океан и Мексиканския залив, като почти всички снасят яйцата си по плажовете на мексиканския щат Тамаулипас. Атлантическите ридлей са критично застрашен вид, най-редкият в семейство Морски костенурки, както и най-дребният в семейството с дължина на черупката до 60 – 70 сантиметра и маса до 35 – 45 килограма. Хранят се с мекотели, ракообразни, медузи, риба, водорасли и морски таралежи.